# Umberto Zurlini
Umberto Zurlini (Modena, 19 novembre 1922 – Roma, 25 agosto 1968) è stato un politico italiano.

## Biografia
Impiegato, attivo nel sindacato, nei primi anni '50 è membro della segreteria provinciale della CGIL di Modena.
Esponente del Partito Socialista Italiano, viene eletto alla Camera dei Deputati alle elezioni politiche del 1958, rimanendo in carica fino al 1963.
Nel 1964 aderisce al PSIUP, con cui viene eletto nuovamente in parlamento alle elezioni del giugno 1968; muore dopo due mesi dall'inizio della V legislatura, venne sostituito a Montecitorio da Franco Boiardi.